# مارتین کارتی
مارتین کارتی (انگلیسی: Martin Carthy؛ زادهٔ ۲۱ مهٔ ۱۹۴۱) گیتارنواز و خواننده موسیقی فولکلور اهل بریتانیا است که از سال ۱۹۶۰ میلادی تاکنون مشغول فعالیت بوده‌است. او از برجسته‌ترین چهره‌های موسیقی فولک بریتانیا بوده و هنرمندانی همچون باب دیلن و پل سایمون از آثارش تأثیر پذیرفته‌اند.